# Гибсон, Орвилл
Орвилл Гибсон (англ. Orville H. Gibson, 1 мая 1856, Chateaugay, Нью-Йорк — 21 августа 1918, Огденсберг, Нью-Йорк) — основатель компании по производству музыкальных инструментов Gibson Guitar Company.
Орвилл родился в городе Шатогей, штат Нью-Йорк. Согласно федеральной переписи населения 1900 года (1900 U.S. Federal Census), он родился в мае, а его некролог, опубликованный в The Malone Farmer 21 августа 1918 года, утверждает, что он умер 19 августа и его похороны состоялись 21 августа в доме его брата O. M. Gibson.
Гибсон начал работу в 1894 году в своей домашней мастерской в городе Каламазу, штат Мичиган. Он создал совершенно новый стиль мандолины и гитары, который впоследствии запатентовал. По словам историка музыки Пола Спаркса, его мандолины были «непохожи ни на один из прежних инструментов с плоской поверхностью». Производственные стандарты его компании были очень высокими, а его инструменты активно продавались. Гибсон и его компания использовали учителей музыки для маркетинга инструментов и мощной рекламы в печатных изданиях, чтобы заменить круглые мандолины. Они добились успеха на рынке мандолин, исключив производство круглых инструментов в Америке. В 1902 году пять предпринимателей из Каламазу, руководствуясь идеями Гибсона, основали компанию Gibson Mandolin-Guitar Mfg. Co., Ltd.
Между 1907 и 1911 годами Гибсон несколько раз находился в больнице. В 1916 году он был госпитализирован и умер от эндокардита 19 августа 1918 года, в возрасте 62 лет, в St. Lawrence State Hospital в городе Огденсберг.